# Antoni Szymanowski
Antoni Jan Szymanowski (Tomaszów Mazowiecki, 13 de janeiro de 1951) é um ex-futebolista polonês, campeão olimpico. 

## Carreira
Antoni Szymanowski fez parte do elenco da Seleção Polonesa de Futebol  medalhista de ouro em Munique 1972
Ele competiu na Copa do Mundo FIFA de 1974, sediada na Alemanha, na qual a seleção de seu país terminou na terceira colocação dentre os 15 participantes.